# Ivan Močinić
Ivan Močinić (Rijeka, 30 april 1993) is een Kroatische oud-voetballer die bij voorkeur als defensieve middenvelder speelde.

## Clubcarrière
Močinić werd geboren in Rijeka en sloot zich aan in de jeugdacademie van de club uit zijn geboortestad, HNK Rijeka. Hij debuteerde tijdens het seizoen 2011/12 in de Kroatische voetbalcompetitie, waarin hij één doelpunt scoorde uit 13 competitieduels. Het seizoen erna speelde hij 19 competitiewedstrijden. In zijn derde seizoen werd hij een vaste waarde en speelde hij 2269 speelminuten. In 29 wedstrijden scoorde hij 2 doelpunten. In juli 2016 vertrok de Kroaat naar het Oostenrijkse Rapid Wien. In de eerste wedstrijd van het seizoen won de voormalige aanvoerder van met zijn ploeg in zijn laatste duel met 0:3 op het Stadion Park Mladeži van RNK Split. Begin 2017 kreeg hij een probleem aan kraakbeen, waardoor hij bijna twee jaar uit de roulatie was. Toen hij hersteld was, werd hij echter niet meer geselecteerd voor wedstrijden van Rapid Wien, waardoor hij in het tweede elftal moest spelen. waarna hij midden 2019 naar zijn vaderland verkaste bij NK Istra. Zijn carrière geraakte echter niet meer uit het slop en na twee korte periodes bij respectievelijk NK Olimpija en HNK Šibenik besloot hij begin 2022 te stoppen met voetballen.

## Interlandcarrière
Močinić behaalde 11 caps voor Kroatië U19, vier caps voor Kroatië U20 en zes caps voor Kroatië U21. Op 31 mei 2014 maakte Kroatisch bondscoach Niko Kovač zijn 23-koppige selectie bekend voor het wereldkampioenschap voetbal 2014, met daarin Močinić, die nog zijn debuut moest maken voor het nationale elftal. Eén dag voor het begin van het toernooi werd hij vanwege een enkelblessure vervangen door Milan Badelj. Op 17 november 2015 maakte Močinić zijn debuut in het Kroatisch voetbalelftal in een vriendschappelijke interland in en tegen Rusland. Hij speelde de volledige wedstrijd, die met 1–3 werd gewonnen.